# Security.txt

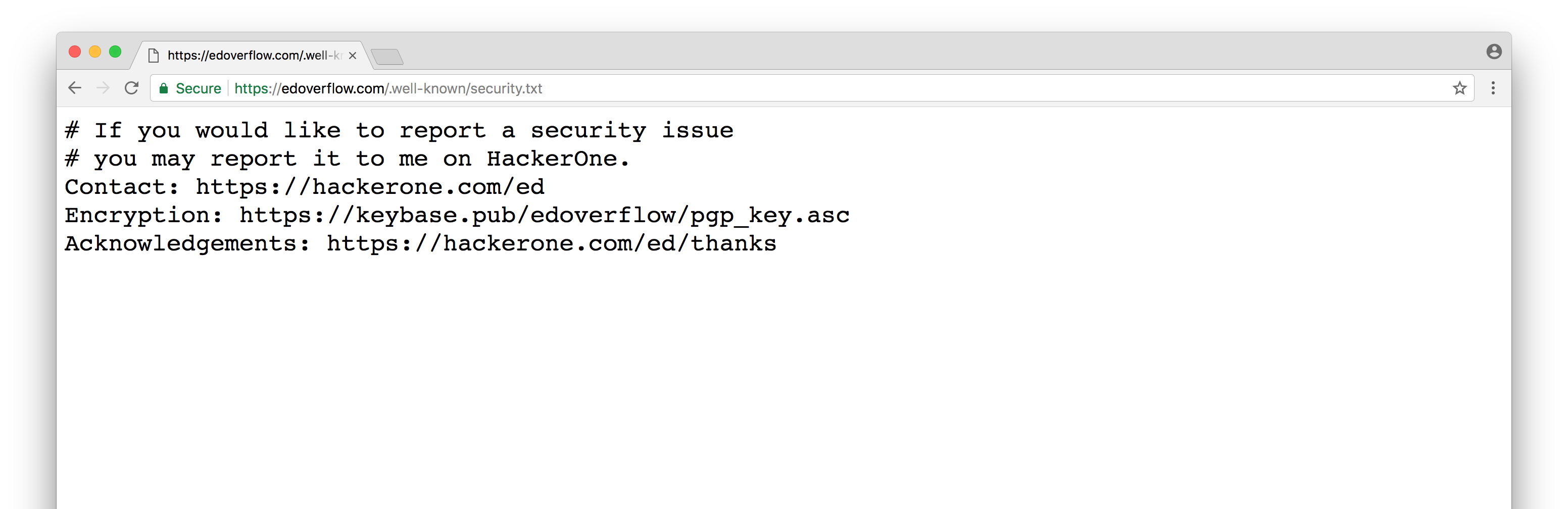
Ett exempel på en security.txt-fil.

security.txt är en föreslagen webbstandard för säkerhetsinformation på webbplatser. Standarden innefattar att textfilen "security.txt" placeras på servern, innehållande information i ett format som är läsbart för både människor och datorer. Filen är tänkt att ge webbansvariga möjligheten att specificera bland annat hur de vill ta emot information om potentiella säkerhetsbrister.